# Baby Don’t Forget My Number
Baby Don’t Forget My Number ist ein Lied von Milli Vanilli aus dem Jahr 1988, das von Frank Farian und B. Nail geschrieben wurde. Es erschien unter anderem auf dem Album Girl You Know It’s True.

## Geschichte
In der Handlung des Liedes bittet der Protagonist um das Vertrauen seiner Geliebten und dass sie wie im Titel erwähnt nicht seine Telefonnummer vergisst.
Die Veröffentlichung fand am 10. Dezember 1988 statt, in den Vereinigten Staaten war es damals 1989 der erste Nummer-eins-Hit der Band und auch der erste, der sich nicht in die Charts von Österreich einreihen konnte.

## Rezeption

### Chartplatzierungen
| ChartsChartplatzierungen       | Höchstplatzierung | Wochen |
| ------------------------------ | ----------------- | ------ |
| Deutschland (GfK)              | 9 (17 Wo.)        | 17     |
| Schweiz (IFPI)                 | 11 (11 Wo.)       | 11     |
| Vereinigte Staaten (Billboard) | 1 (21 Wo.)        | 21     |
| Vereinigtes Königreich (OCC)   | 16 (11 Wo.)       | 11     |

| ChartsJahrescharts (1989)      | Platzierung |
| ------------------------------ | ----------- |
| Deutschland (GfK)              | 63          |
| Vereinigte Staaten (Billboard) | 9           |

### Auszeichnungen für Musikverkäufe
| Land/Region               | Auszeichnungen für Musikverkäufe (Land/Region, Auszeichnung, Verkäufe) | Verkäufe |
| ------------------------- | ---------------------------------------------------------------------- | -------- |
| Australien (ARIA)         | Gold                                                                   | 35.000   |
| Vereinigte Staaten (RIAA) | Gold                                                                   | 500.000  |
| Insgesamt                 | 2× Gold ·                                                              | 535.000  |

## Coverversionen
- 1989: Fix & Fertig (Anrufbeantworter)
- 1992: Weird Al Yankovic (The Plumbing Song)
- 2004: Tone Loc